# Atletica leggera ai Giochi della VIII Olimpiade - Salto in alto

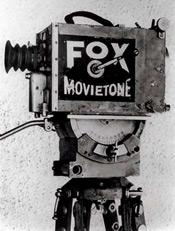
video della finale (durata: 42")

La competizione del salto in alto di atletica leggera ai Giochi della VIII Olimpiade si tenne nei giorni 11 e 13 luglio 1924 allo Stadio di Colombes a Parigi.

## L'eccellenza mondiale
| Primatista mondiale         | 2,03 1924  | Harold Osborn | Presente  |
| Record europeo              | 1,968 1898 | Pat Leahy     | Rit. 1904 |
| Miglior europeo in attività | 1,93 1923  | Pierre Lewden | Presente  |

1. ↑  Lehay era di nazionalità irlandese; la misura è la conversione metrica di 6 piedi e 5 pollici e un quarto.

## Risultati

### Turno eliminatorio
Si disputò il 6 luglio 1924. I 27 atleti erano divisi in 4 gruppi. Solo 9 atleti raggiunsero la misura richiesta di m. 1,83.
| Gruppo | Atleta               | Nazione        | Misura |
| ------ | -------------------- | -------------- | ------ |
| A      | Tom Poor             | Stati Uniti    | 1,83   |
| B      | Lawrence Bob Roberts | Sudafrica      | 1,83   |
| B      | Harold Osborn        | Stati Uniti    | 1,83   |
| B      | Pierre Guilloux      | Francia        | 1,83   |
| C      | Pierre Lewden        | Francia        | 1,83   |
| C      | Jenő Gáspár          | Ungheria       | 1,83   |
| C      | Sverre Helgesen      | Norvegia       | 1,83   |
| C      | Helge Jansson        | Svezia         | 1,83   |
| D      | Leroy Brown          | Stati Uniti    | 1,83   |
| B      | Mikio Oda            | Giappone       | 1,80   |
| B      | Larry Stanley        | Irlanda        | 1,80   |
| D      | Jean Hénault         | Belgio         | 1,80   |
| D      | Édouard Barbazan     | Francia        | 1,80   |
| D      | Ivar Sahlin          | Svezia         | 1,80   |
| A      | Valter Ever          | Estonia        | 1,75   |
| A      | Valter Ever          | Estonia        | 1,75   |
| B      | Josef Machaň         | Cecoslovacchia | 1,75   |
| D      | Robert Dickinson     | Gran Bretagna  | 1,75   |
| D      | Silvio Cator         | Haiti          | 1,75   |
| A      | Bror Kraemer         | Finlandia      | 1,70   |
| B      | Giuseppe Palmieri    | Italia         | 1,70   |
| D      | Antonios Karyofyllis | Grecia         | 1,70   |
| B      | Jack Miller          | Canada         | 1,65   |
| A      | Édouard Dupiré       | Francia        | NM     |
| A      | Arthur Willis        | Gran Bretagna  | NM     |
| A      | Mikuláš Kucsera      | Cecoslovacchia | NM     |
| C      | Crawford Kerr        | Gran Bretagna  | NM     |
| C      | Robert Juday         | Stati Uniti    | NM     |

### Finale
Stadio di Colombes, 7 luglio.
| Pos.    | Atleta           | Età | Nazione     | Misura |
| ------- | ---------------- | --- | ----------- | ------ |
| Oro     | Harold Osborn    | 25  | Stati Uniti | 1,98   |
| Argento | Leroy Brown      | 22  | Stati Uniti | 1,95   |
| Bronzo  | Pierre Lewden    | 23  | Francia     | 1,92   |
| 4       | Tom Poor         | 21  | Stati Uniti | 1,88   |
| 5       | Jenő Gáspár      | 27  | Ungheria    | 1,88   |
| 6       | Helge Jansson    | 19  | Svezia      | 1,85   |
| 7       | Pierre Guilloux  | 22  | Francia     | 1,85   |
| 8       | Sverre Helgesen  | 20  | Norvegia    | 1,83   |
| 8       | Lawrence Roberts | 20  | Sudafrica   | 1,83   |